# Si un arbre cau al bosc

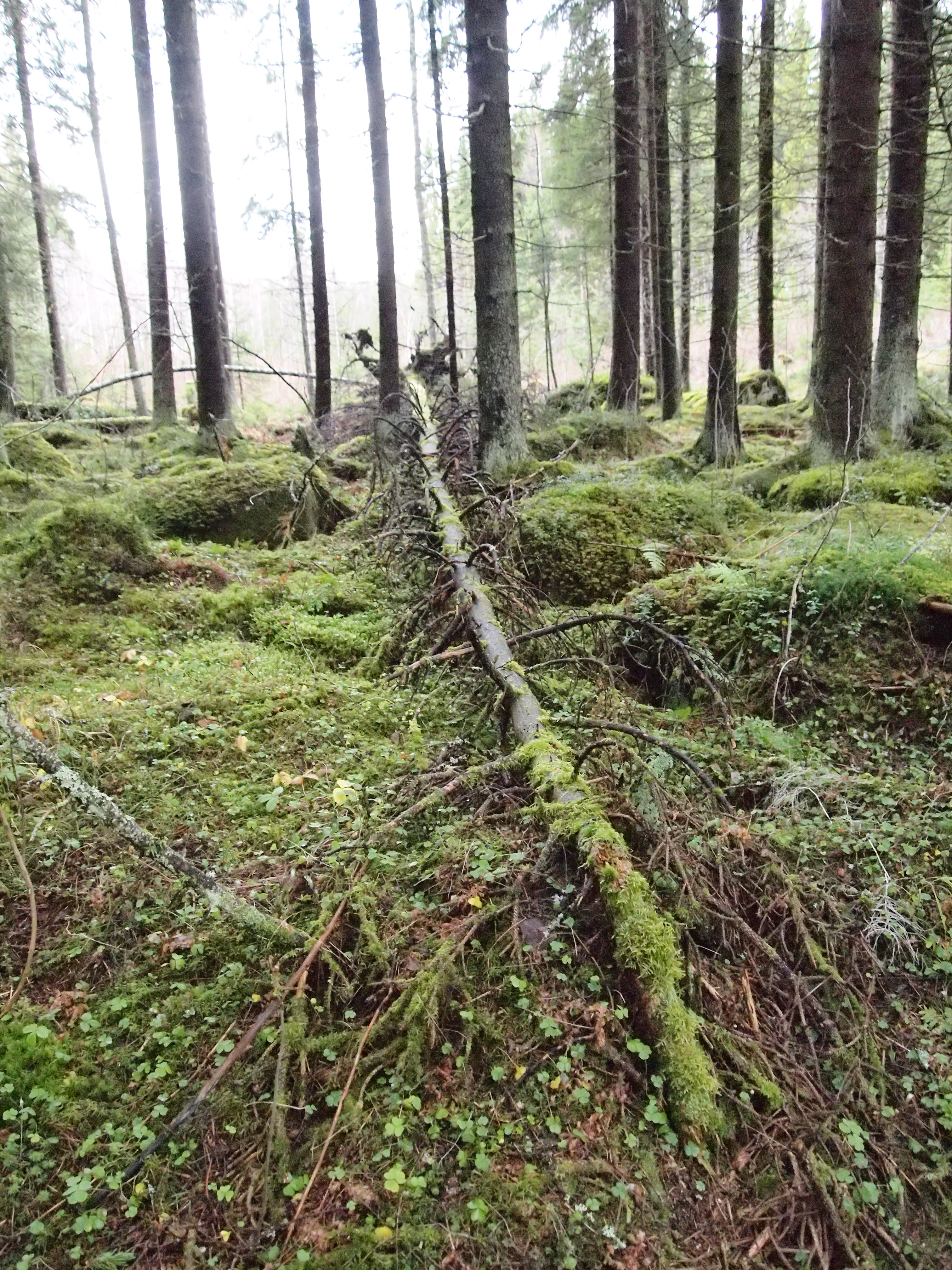
Un arbre caigut al bosc

«Si un arbre cau al bosc i no hi ha ningú, fa soroll?» és un kōan budista i un experiment mental filosòfic que genera interrogants respecte a la observació i el coneixement de la realitat.

## Història
El filòsof George Berkeley, en el seu treball Tractat sobre els principis del coneixement humà (1710), proposa: "Però, dius, segurament no hi ha res més fàcil per a mi que imaginar arbres, per exemple, en un parc […] i ningú per percebre'ls. […] els objectes de sentit existeixen només quan són percebuts, els arbres, per tant, són al jardí […] només mentre hi hagi algú per percebre'ls.".
Anys més tard, una pregunta similar va ser proposada tot i que es desconeix si la font d'aquesta pregunta és Berkeley. El juny de 1883 a la revista El Chautauquan, es va publicar la pregunta, "Si un arbre caigués en una illa on no hi hagués cap ésser humà, hi hauria algun so?" Aleshores, van contestar la pregunta de la manera següent: "No. El so és la sensació percebuda en l'oïda quan l'aire o un altre mitjà està en moviment." Això sembla implicar que la pregunta no va fer-se des d'un punt de vista filosòfic, sinó d'un purament científic. La revista Scientific American va corroborar l'aspecte tècnic d'aquesta qüestió, deixant fora el costat filosòfic; un any més tard quan van preguntar la qüestió lleugerament reformulada, "Si un arbre caigués en una illa deshabitada, hi hauria algun so?" va donar una resposta més tècnica, "el so és vibració, transmès als nostres sentits a través del mecanisme de l'oïda, i reconegut com a so només en els centres dels nostres nervis. La caiguda de l'arbre o qualsevol altre disturbi produirà vibració en l'aire, si allà no hi hagués cap sentit per a escoltar, no hi hauria cap so."
S'ha reportat que Albert Einstein havia preguntat al seu company físic i amic Niels Bohr, un dels pares fundadors de la mecànica quàntica, si ell realment creia que "la Lluna no existeix si ningú l'està mirant." A això, Bohr va respondre que sense importar quan ho intentés, mai podria provar que sí, donant a l'endevinalla l'estat d'una conjectura infal·lible -una que no pot ser provada ni refutada.

## Metafísica

### La possibilitat d'una existència no percebuda
Pot quelcom existir sense ser percebut? — Per exemple "el so només és si una persona o animal el sent?" El tema filosòfic més immediat que l'endevinalla involucra l'existència de l'arbre (i el so que produeix) fora de la percepció humana. Si ningú està al voltant per veure, sentir, tocar o olorar l'arbre, com podria dir-se que existeix? Com es pot afirmar que existeix quan aquesta existència és desconeguda? Naturalment, des d'un punt de vista científic, existeix, però només són els éssers humans que són capaços de percebre-ho. George Berkeley al segle xviii va desenvolupar l'idealisme subjectiu, una teoria metafísica per respondre a aquestes qüestions, encunyada popularment com "existir és ser percebut ". Avui els metafísics estan dividits. Segons la teoria de la substància, una substància és diferent de les seves propietats, mentre que segons la teoria de fardell, un objecte és merament la seva dada de sentit. La definició de so, simplificada, és un soroll audible. L'arbre farà un so, fins i tot si ningú no el sent. La definició declara que el so és un soroll audible. Així que l'arbre podria haver estat escoltat, encara que ningú estigués al voltant per fer-ho.

### Coneixement del món no observat
Podem assumir que el món no observat funciona igual que el món observat? – p. ex., "l'observació afecta el resultat?"
Una pregunta similar no implica si un esdeveniment no observat es produeix previsiblement, com ocorre quan s'observa. El principi antròpic suggereix que l'observador, just en la seva existència, pot imposar a la realitat observada.

No obstant això, la majoria de la gent, així com els científics, assumeixen que l'observador no canvia si la caiguda d'arbres provoca un so o no, però això és una afirmació impossible de demostrar. No obstant això, molts científics argumenten que un esdeveniment realment no observat és aquell que no s'adona de cap efecte (no s'aparta de cap informació) en cap altre (on "altres" podria ser, per exemple, humà, gravadora de so o rock), per tant, no pot tenir llegat en l'univers físic present (o en curs) més ampli. Llavors es pot reconèixer que l'esdeveniment no observat era absolutament idèntic a un esdeveniment que no es va produir en absolut. Per descomptat, el fet que se sàpiga que l'arbre ha canviat d'estat de "dalt" a "caiguda" implica que l'esdeveniment ha de ser observat per a formular la pregunta, encara que només sigui pel suposat espectador sord. El filòsof britànic Roy Bhaskar, acreditat pel desenvolupament del realisme crític, ha argumentat, en referència aparent a aquesta endevinació, que:
Si els homes deixessin d'existir el so continuaria viatjant i els cossos pesats caurien a la terra exactament de la mateixa manera, encara que ex hipòtesi no hi hauria ningú que el conegui.
Aquesta existència d'un real no observat és integral a l'ontologia de Bhaskar, que sosté (en oposició a les diverses soques del positivisme que han dominat les ciències naturals i socials al segle XX) que "les estructures reals existeixen independentment i sovint estan fora de fase amb els patrons reals dels esdeveniments". En ciències socials, això ha fet que el seu enfocament sigui popular entre els marxistes contemporanis — notablement Alex Callinicos— que postulen l'existència de forces i estructures socials reals que no sempre poden ser observables.

## En la cultura popular
Aquesta frase en forma d'experiment mental ha estat representada en manifestacions de la cultura popular.
Per començar amb una possible semblança, ja trobem referències a això a la taula fragmentada KTU 1.82 on s'utilitza la frase: "Com els arbres, que no emeten cap so."
En l'àmbit musical, el cantautor, activista social i ecologista canadenc Bruce Cockburn planteja la pregunta en el cor de la seva cançó "If a Tree Falls," del seu àlbum de 1988 Big Circumstance. Les lletres de Cockburn formulen una pregunta urgent sobre la causa i l'efecte de la desforestació.
Una paràfrasi de la cita ("Quan caus en un bosc i no hi ha ningú al voltant / Realment et desplomes, o fins i tot fas algun soroll?") forma el pont del número en solitari del protagonista "Waving Through A Window" al musical Dear Evan Hansen, en línia amb el motiu de l'arbre essencial per a l'argument. La mateixa cançó parla d'una sensació d'aïllament a través de la por a fallar en les interaccions socials, com a part del trastorn d'ansietat social del personatge principal.
La cantant estatunidenca Fiona Apple també fa referència a aquesta cita a "I want you to love me", una de les cançons més aclamades del seu últim àlbum Fetch The Bolt Cutters (2020). En aquesta, hi trobem la següent frase: «I sé que res d'això importarà a la llarga, però sé que un so segueix sent un so amb ningú al voltant». Poc després que publiqués el projecte, la cantant va ser entrevistada per Vulture (secció independent de cultura pop de la revista New York) i allí explicà el significat d'aquestes paraules: «Tot això de: "Si un arbre cau al bosc i no hi ha ningú per escoltar-ho, fa un so?" Sí, ho fa. Perquè es produeix una vibració. Tant si hi sou o no per escoltar-la. Jo existeixo tant si em veieu com si no. Aquestes coses sobre mi són certes tant si les reconeixeu com si no».
A més a més, en el joc d'aventures de LucasArts Monkey Island 2: Le Chuck's Revenge, Guybrush Threepwood coneix Herman Thootrot a Dinky Island. En el seu diàleg, el jove pirata li demana a Herman que li ensenyi filosofia. La seva lliçó - de manera humorística - se centra a resoldre aquest acudit zen: "Si cau un arbre al bosc i ningú no està al voltant per sentir-lo... de quin color és l'arbre?"